# Australian Butterfly Sanctuary
Koordinaten: 16° 49′ 14″ S, 145° 37′ 59″ O
Das Australian Butterfly Sanctuary ist ein in Australien befindlicher Schmetterlingszoo in der Stadt Kuranda in Far North Queensland. Cairns liegt in einer Entfernung von rund 20 Kilometern im Südosten.

## Geschichte
Das von Paul und Sue Wright geschaffene Australian Butterfly Sanctuary wurde 1987 von Flo Bjelke-Petersen, der Ehefrau des damaligen Premierministers von Queensland Johannes Bjelke-Petersen eröffnet. Es war zum Zeitpunkt der Eröffnung der größte Schmetterlingszoo weltweit. 2004 kaufte die im Tourismus von Queensland tätige Gesellschaft CaPTA (Cairns and Port Trips and Attractions) die Hälfte und 2007 den Rest der Anteile des Schmetterlingszoos. CaPTA betreibt außerdem folgende Unternehmen: Rainforestation Nature Park, Wildlife Habitat, Cairns Koalas & Creatures, Tropic Wings Cairns Tours & Charters, Jungle Tours & Trekking, Careers Training Centre sowie ABC Sales & Maintenance.

## Anlagenkonzept und Tierbestand

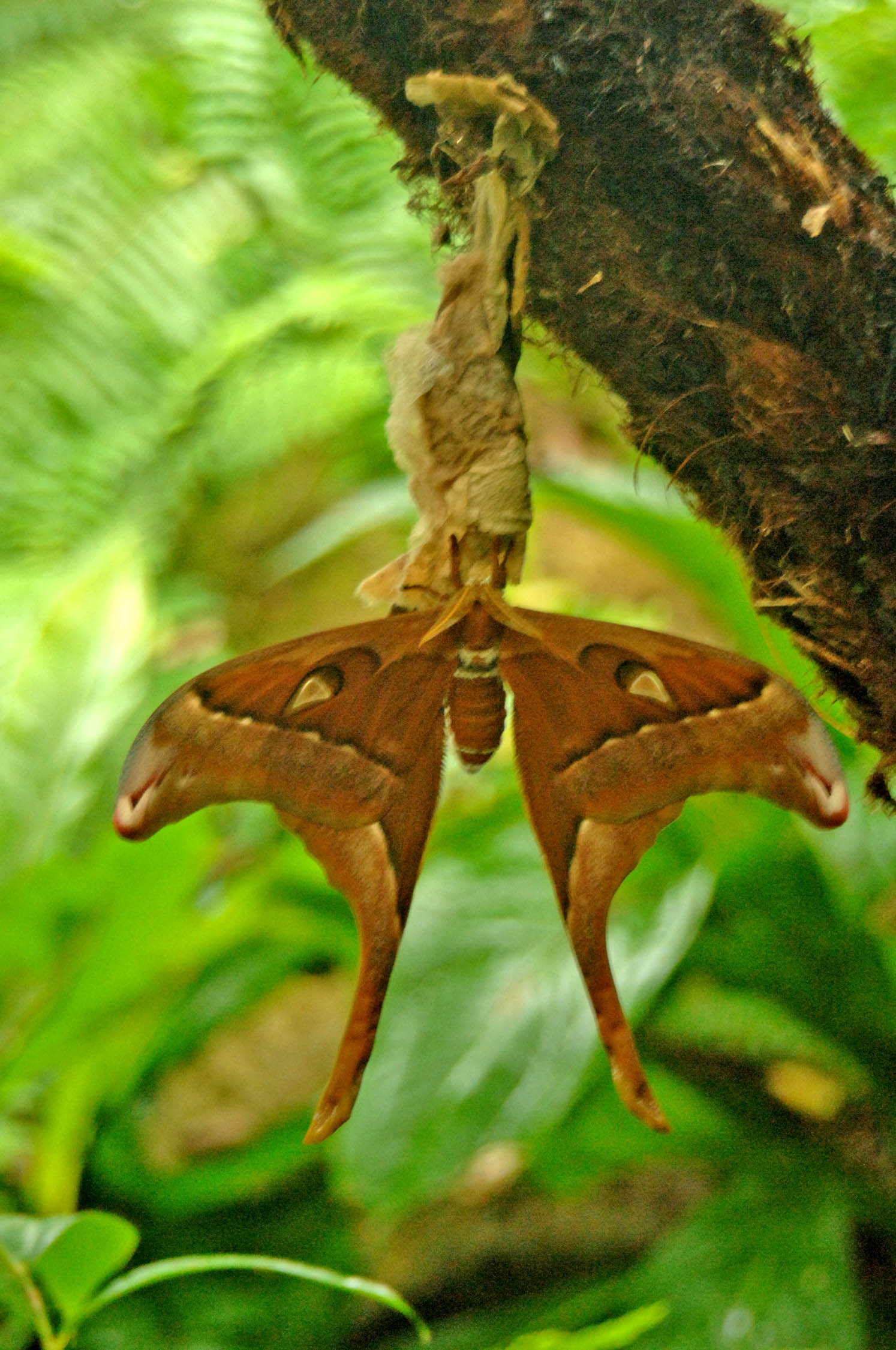
Coscinocera hercules, Männchen am Kokon

Das Australian Butterfly Sanctuary ist mit einer großen, für die Besucher begehbaren Freiflughalle ausgestattet, die über 1500 tropischen Schmetterlingen einen Lebensraum bietet. Die Halle ist mit einer artenreichen, üppigen, feuchten, tropischen Pflanzenwelt ausgestattet. Wasserfälle und Felsformationen sind ebenfalls vorhanden. An gut einsehbaren Stellen sind saftige Früchte als Nahrungsquelle für die Falter ausgelegt. Die Raupen der Schmetterlinge ernähren sich teilweise von den in der Halle wachsenden Pflanzen. Es werden überwiegend farbenprächtige Tagschmetterlingsarten, beispielsweise Papilio ulysses, Ornithoptera euphorion, Cethosia cydippe, Vindula arsinoe, Yoma sabina, Papilio aegeus, Hypolimnas bolina sowie der Monarchfalter (Danaus plexippus) gezeigt. Außerdem werden  Nachtschmetterlinge wie Coscinocera hercules und Seidenspinner (Bombyx mori) gezüchtet.
Den Besuchern wird auch die Möglichkeit geboten, die Aufzuchtstation der Schmetterlinge zu besichtigen. In diesem Zuchtlabor werden 4000 Raupen beherbergt und es sind alle  Entwicklungsstadien vom Ei über die Raupe und Puppe bis zum ausschlüpfenden Falter zu sehen. 
Eine museumsähnliche Abteilung beinhaltet viele Schaukästen mit präparierten Schmetterlingen. In den Räumlichkeiten des Schmetterlingszoos können auch Veranstaltungen wie Hochzeiten, Geburtstagsfeiern, Unternehmensveranstaltungen und Partys durchgeführt werden.

## Galerie
Die nachfolgende Bildauswahl zeigt Einblicke in das Australian Butterfly Sanctuary:

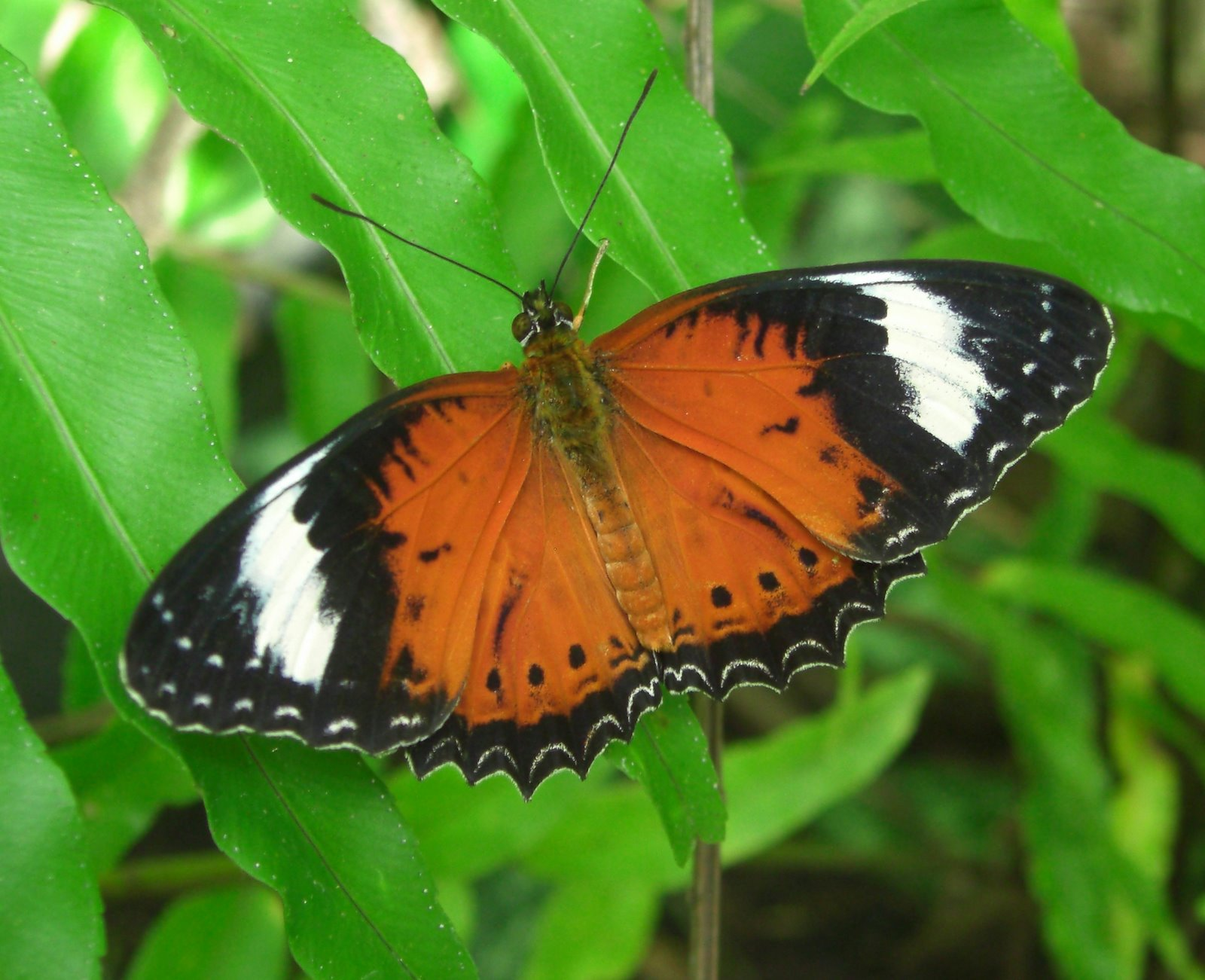
Cethosia cydippe
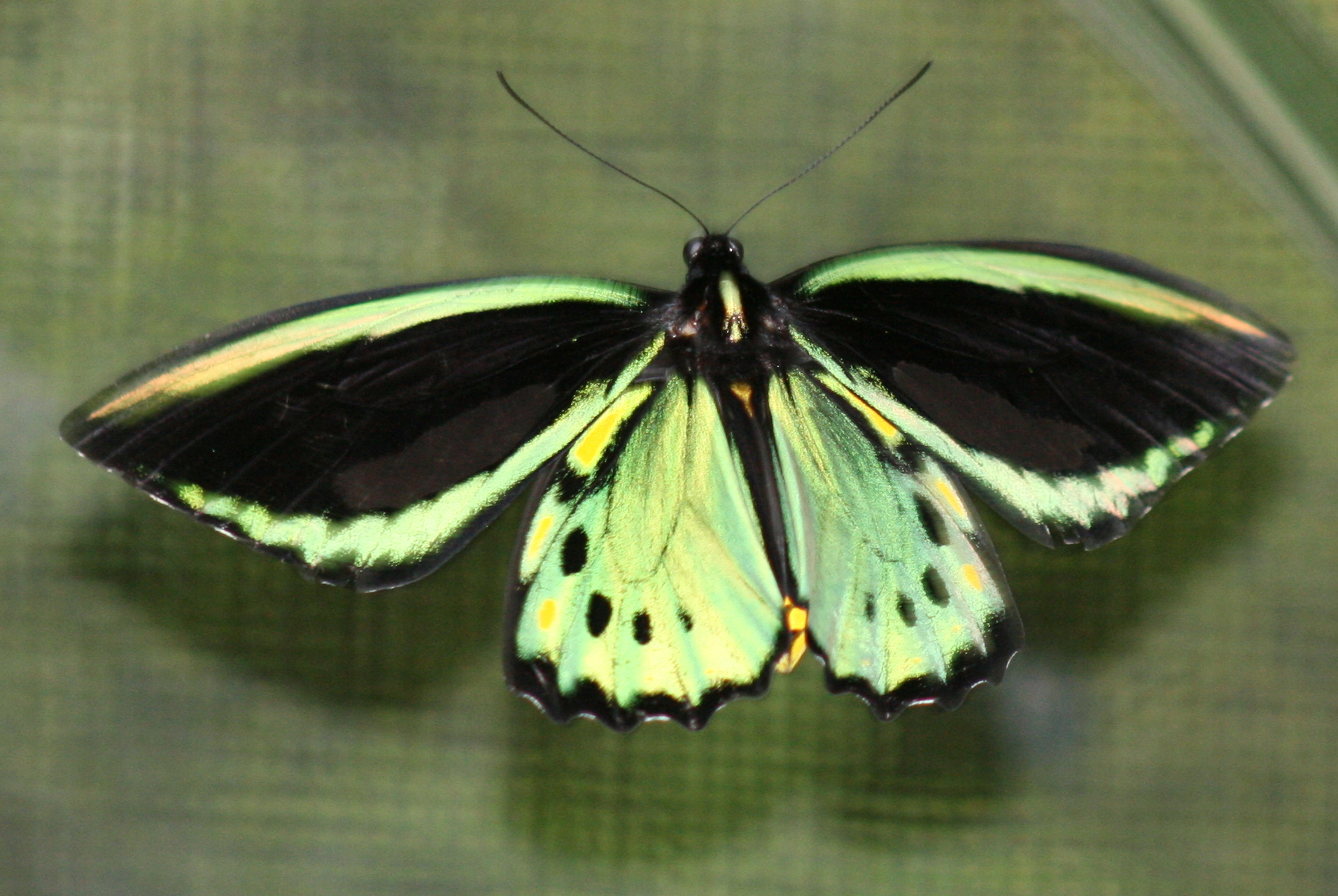
Ornithoptera euphorion
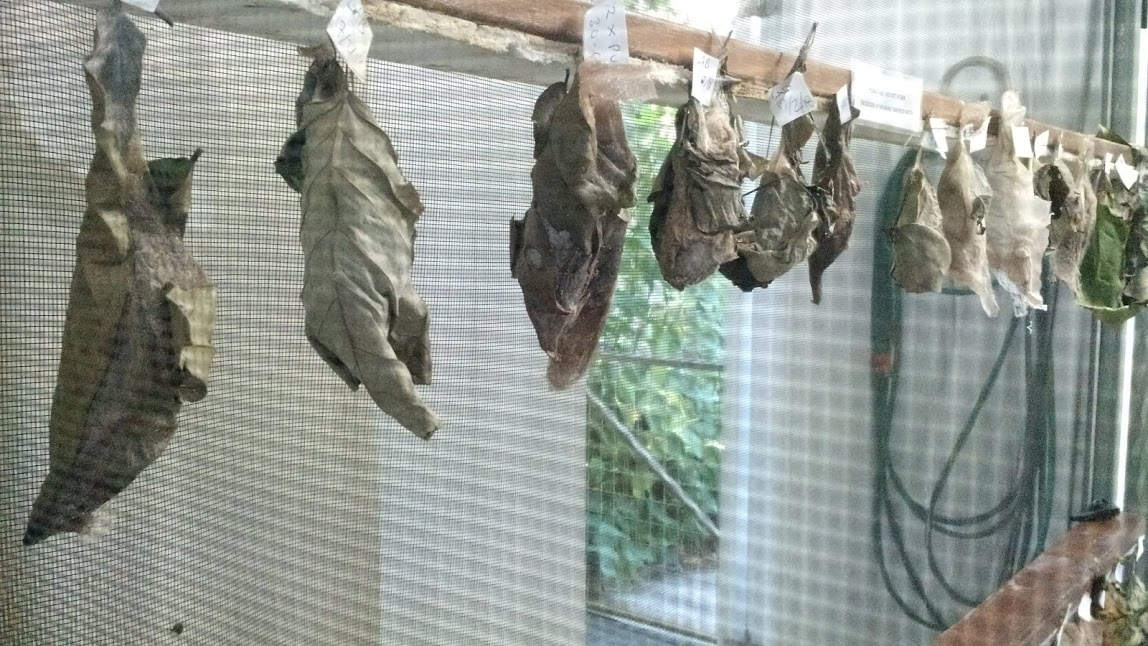
Schmetterlingspuppen in der Aufzuchtstation